# Raión de Poliske
Poliske (en ucraniano: Поліський район) es un raión o distrito de Ucrania en el óblast de Kiev. 
Comprende una superficie de 1288 km².
La capital es la aldea de Krasyatichi (desde 1993).

## Demografía
Según estimación 2010 contaba con una población total de 7567 habitantes.

## Otros datos
El código KOATUU es 3223500000. El código postal 07000 y el prefijo telefónico +380 4592.